# Marsela Çibukaj
Marsela Çibukaj är en albansk sångerska, född i Lushnja, som slutade tvåa i The Voice of Albania år 2012. 

## Karriär

### The Voice of Albania
Çibukaj ställde upp i den första upplagan av den albanska versionen av formatet The Voice, som sändes på Top Channel år 2011/2012. I tävlingen hade hon sångaren Elton Deda som coach. Hon lyckades ta sig till finalen av tävlingen men fick där se sig slagen av Rina Bilurdagu som vann tävlingen. 

### Top Fest 9
Strax efter tävlingen ställde hon upp i Top Fests nionde upplaga med låten "Sipar". Hon lyckades ta sig till finalen som gick av stapeln den 3 juni 2012, men vann där inget pris.

### Festivali i Këngës 51
I december 2012 var hon en av deltagarna i Festivali i Këngës 51, Albaniens uttagning till Eurovision Song Contest 2013. Hon tävlade med en låt komponerad av Alban Male. Bidraget fick titeln "Mijëra netë". Hon deltog i den andra semifinalen den 21 december, men tog sig inte vidare till finalen.

### The Voice of Italy
I mars 2013 deltog Çibukaj i den italienska versionen av The Voice. Hon framförde den italienska låten "L’amore si odia" och tog sig med den vidare i tävlingen. Hon fick sångerskan Noemi som coach. Hon blev därmed andra albanska att gå vidare i The Voice of Italy, då även Elhaida Dani tog sig vidare i tävlingen. Dani kom senare att stå som segrare i samma tävling. I nästa fas av tävlingen, utslagningsduellen, ställdes hon mot Nausicaa Magarini. Efter att båda framfört låten "No One" av Alicia Keys stod det klart att Çibukaj slagits ur tävlingen.

### Top Fest 10
Samtidigt som Çibukaj deltar i The Voice of Italy deltar hon även i den tionde upplagan av Top Fest. Där framför hon låten "Ndjënje pa kohë" som hon framförde för första gången den 3 april 2013. Hon tog sig till tävlingens final.

### Festivali i Këngës 53
I december 2014 deltog hon i Festivali i Këngës 53. Hennes andra försök i tävlingen gjorde hon med låten "S'muj" som skrivits av Gert Druga med musik av Olsa Toqi. Hon deltog i tävlingens första semifinal från vilken hon tog sig till finalen. I finalen fick hon 28 poäng av juryn vilket gav henne en 5:e plats i tävlingen.